# Complexe Maisonneuve
Le complexe Maisonneuve, à Montréal, est un ensemble de deux gratte-ciel inauguré le 31 octobre 1983 sur la rue de la Gauchetière. Hauts de 128 mètres et comportant 28 étages, ils sont l'œuvre de l'architecte américaine Sylvia Gottwald-Thapar. Son matériau principal est l'acier et son style est qualifié de moderne.

## Tours

### 600 De La Gauchetière Ouest
Le 600 De La Gauchetière Ouest (initialement nommée Tour de la Banque nationale), sis au 600 rue de la Gauchetière Ouest, surplombant le square Victoria. Elle abritait à l'origine le siège de Banque nationale du Canada et de Raymond Chabot Grant Thornton. Le siège social de la banque a cependant déménagé après la construction d'une nouvelle tour, la Place Banque Nationale au 800, rue Saint-Jacques, dont l'occupation a commencé 2024.

### 1001 Robert-Bourassa
Ne doit pas être confondu avec Tour Bell Média.
Le 1001 Robert-Bourassa (anciennement 700 de la Gauchetière et originellement appelé La Tour Bell) est relié à la tour de la Banque Nationale. Bien que symbole de la multinationale des télécommunications dans le paysage du Centre-Ville de Montréal, le bâtiment n'a jamais abrité le siège de l'opérateur de télécommunications Bell Canada; le siège social demeura localisé au 1050 de la côte du Beaver Hall; édifice voisin du 700 de la Gauchetière construit entre 1927 et 1929. Son principal locataire est à présent Aon Corporation, une compagnie américaine d'actuariat.
En juin 2022, le propriétaire Allied Property annonce un investissement de 80 millions de dollars pour rénover cette tour. Allied achète la tour en 2019 pour 322,5 millions de dollars.

## Situation
Le complexe est délimité par le boulevard Robert-Bourassa à l'ouest, la côte du Beaver Hall à l'est, la rue de La Gauchetière au nord et l'avenue Viger au sud.